# Gilat
Gilat (hebr.: גילת) – moszaw położony w samorządzie regionu Merchawim, w Dystrykcie Południowym, w Izraelu.
Leży na pograniczu północno-zachodniej części pustyni Negew, pomiędzy miastami Beer Szewa i Ofakim.

## Historia
Moszaw został założony w 1949 przez imigrantów z Tunezji.

## Gospodarka
Gospodarka moszawu opiera się na intensywnym rolnictwie i uprawach w szklarniach.

## Komunikacja
Przy moszawie przebiega droga ekspresowa nr 25  (Nachal Oz–Beer Szewa–Arawa).